# Lutte contre la corruption
Pour un article plus général, voir Corruption.

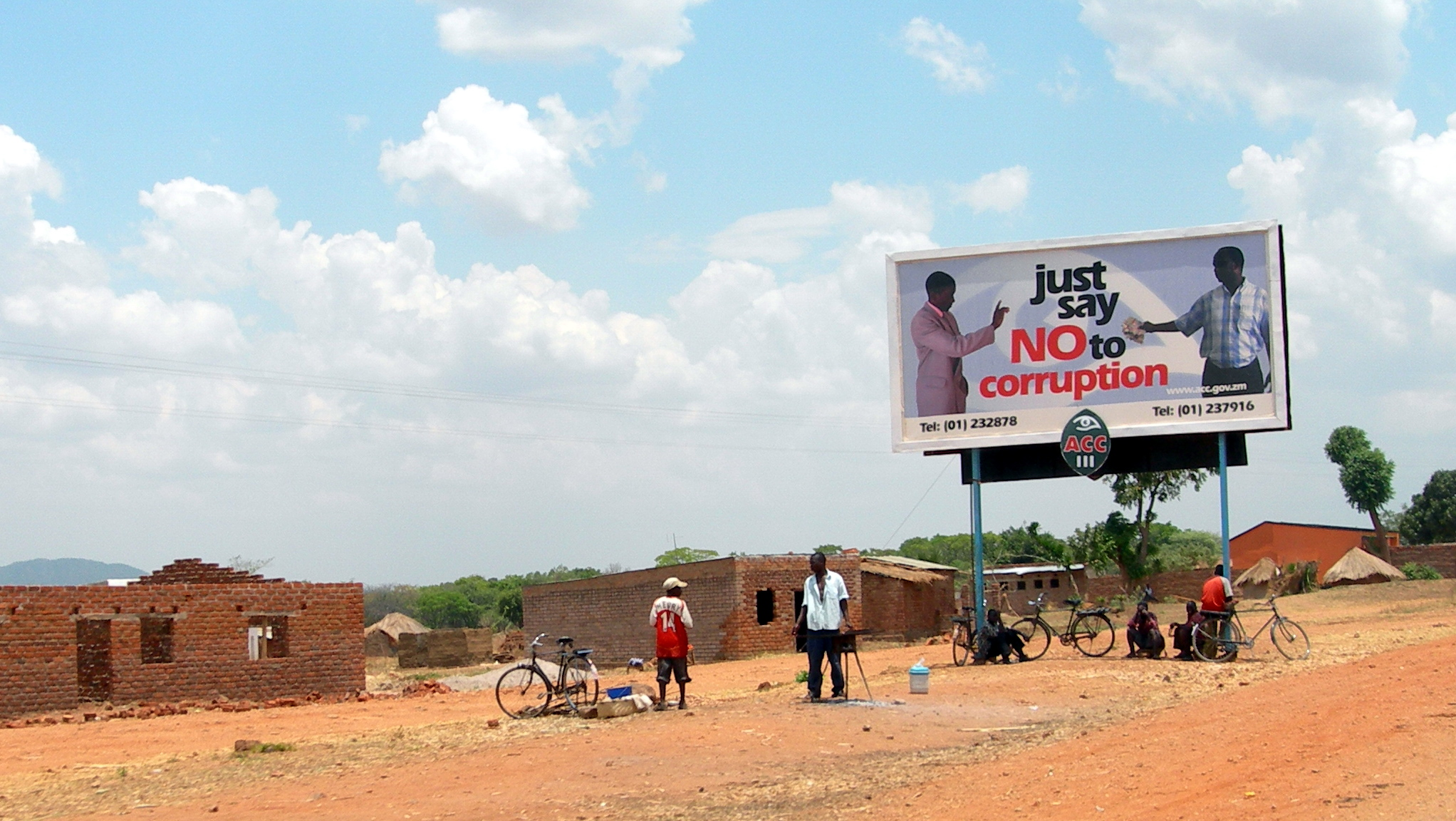
« Dites non aux pots-de-vin », Chipata, Zambie

La lutte contre la corruption (ou lutte anticorruption) comprend les activités qui s'opposent ou inhibent la corruption. Tout comme la corruption prend de nombreuses formes, les efforts de lutte contre la corruption varient en portée et en stratégie. Une distinction générale entre les mesures préventives et réactives est parfois établie. Dans un tel cadre, les autorités d'enquête et leurs tentatives de dévoiler les pratiques de corruption seraient considérées comme réactives, tandis que l'éducation sur l'impact négatif de la corruption ou les programmes de conformité internes à l'entreprise sont classés comme les premiers.

## Cadre légal

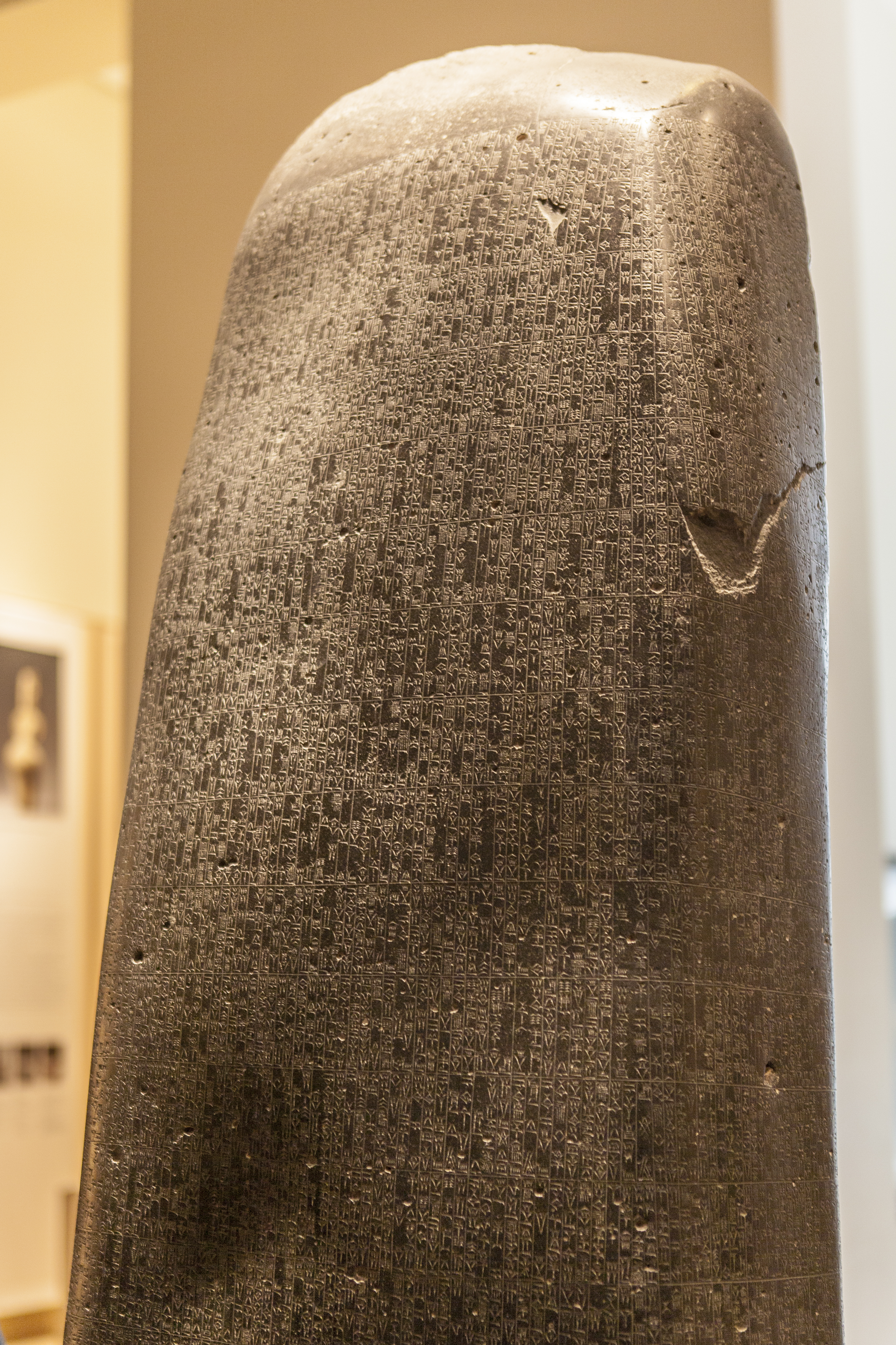
Parmi les premiers efforts documentés de lutte contre la corruption, le code d'Hammourabi, daté d'environ 1754 av. J.-C..

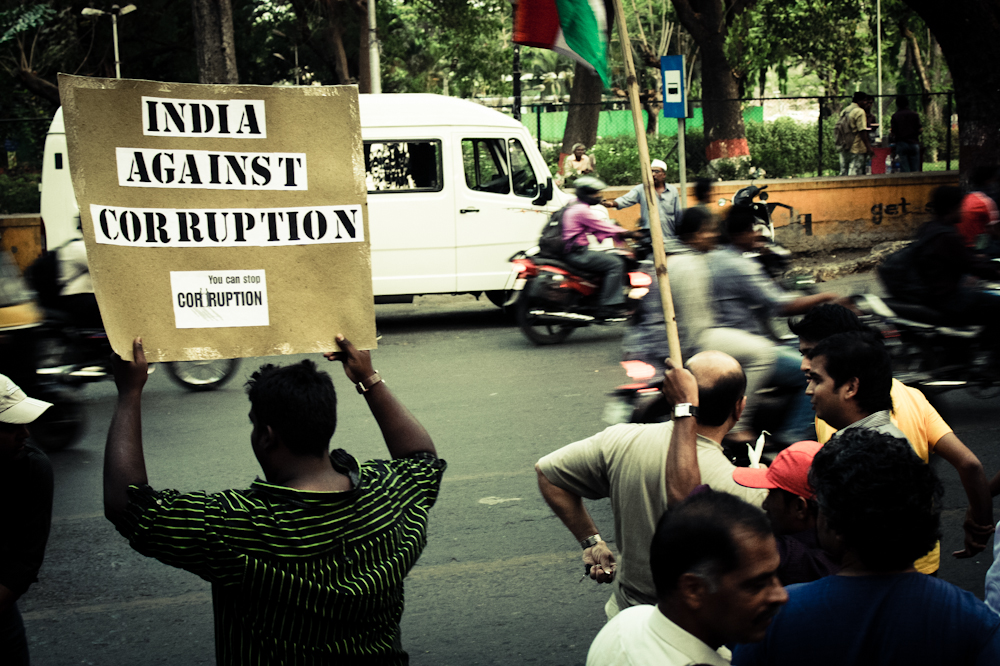
Manifestation contre la corruption en Inde

Dans la législation nationale et internationale, il existe des lois interprétées comme dirigées contre la corruption. Les lois peuvent provenir de résolutions d'organisations internationales, qui sont mises en œuvre par les gouvernements nationaux, qui ratifient ces résolutions ou être directement émises par le législatif national respectif.
Les lois contre la corruption sont censées rendre justice en tenant les individus responsables de leurs actes répréhensibles.

### Droit international
Aborder la lutte contre la corruption dans un cadre international est souvent considéré comme préférable plutôt que de l'aborder exclusivement dans le contexte de l'État-nation. Les raisons de cette préférence sont multidimensionnelles, allant de la coopération internationale nécessaire pour retracer les scandales de corruption internationaux, au caractère contraignant des traités internationaux, et la perte de compétitivité relative en interdisant une activité qui reste légale dans d'autres pays.

#### OCDE
La Convention de l'OCDE contre la corruption a été la première convention à grande échelle ciblant un aspect de la corruption, lorsqu'elle est entrée en vigueur en 1999. La ratification de la convention oblige les gouvernements à la mettre en œuvre, ce qui est contrôlé par le groupe de travail de l'OCDE sur la corruption. La convention stipule qu'il est illégal de corrompre des agents publics étrangers. La convention est actuellement signée par 43 pays. Le champ d'application de la convention est très limité, car il ne concerne que la corruption active. Il est donc plus réduit que d'autres traités sur la restriction de la corruption, pour augmenter - comme l'a expliqué le président du groupe de travail Mark Pieth - l'influence sur sa cible spécifique. Des recherches empiriques menées par Nathan Jensen et Edmund Malesky suggèrent que les entreprises basées dans des pays qui ont ratifié la convention sont moins susceptibles de verser des pots-de-vin à l'étranger. Les résultats ne s'expliquent pas exclusivement par les mécanismes réglementaires et les sanctions potentielles déclenchées par ce processus, mais sont également influencés par mécanismes moins formels, par ex. les examens par les pairs par des fonctionnaires d'autres signataires et les influences qui pourraient en résulter sur l'image du pays respectif,.

#### Nations Unies
20 ans avant la ratification de la convention de l'OCDE, les Nations unies ont discuté d'un projet de convention sur la corruption. Le projet d'accord international sur les paiements illicites proposé en 1979 par le Conseil économique et social des Nations unies n'a pas gagné du terrain à l'Assemblée générale, et n'a pas été poursuivie plus avant. Lorsque l'Office des Nations Unies contre la drogue et le crime (UNODC) a présenté son projet de Convention des Nations Unies contre la corruption (UNCAC) en 2003, il s'est avéré plus efficace. La CNUCC a été ratifiée en 2003 et est entrée en vigueur en 2005. Elle constitue un traité international, actuellement signé par 186 parties.